# Medzianske skalky
Medzianske skalky je chráněný areál v oblasti Prešov.
Nachází se v katastrálním území obce Medzianky v okrese Vranov nad Topľou v Prešovském kraji. Území bylo vyhlášeno v roce 1990 na rozloze 4,0 ha. Ochranné pásmo nebylo stanoveno.